# Clare Daly
Clare Daly (Newbridge, Irlanda, 16 de abril de 1968) es una política irlandesa.  Era diputada al Parlamento Europeo de Irlanda por la circunscripción de Dublín entre julio de 2019 y julio de 2024. Es miembro de Independientes por el Cambio, parte de La Izquierda en el Parlamento Europeo-GUE/NGL.

## Biografía
En la década de 1980, Daly fue miembro del Partido Laborista cuando era adolescente, pero fue expulsada junto a otros miembros tras ser acusados de ser trotskistas infiltrados en el partido mediante la táctica del entrismo. Posteriormente, fue miembro fundadora del "Laborista Militante", más adelante conocido como Partido Socialista. En 1999 se convirtió en consejera del condado de Fingal, cargo que ocupó durante 12 años. Daly fue elegida Teachta Dála del Partido Socialista por la circunscripción de Dublín Norte en las elecciones generales de 2011.
Renunció al Partido Socialista en agosto de 2012 y se redesignó como diputada de la Alianza de la Izquierda Unida, antes de volver a cambiar de partido en 2015 para formar parte de su actual partido Independientes por el Cambio. Desde 2012, Daly ha formado una estrecha asociación política con el político Mick Wallace, con quien ha trabajado tanto en el Dáil como en el Parlamento Europeo.
En junio de 2021, Daly y Wallace estuvieron entre los eurodiputados censurados por el Grupo de Apoyo a la Democracia y Coordinación Electoral del Parlamento Europeo por actuar como observadores electorales no oficiales en las elecciones parlamentarias de Venezuela de 2020 y en las elecciones presidenciales de Ecuador de 2021 sin mandato ni permiso de la UE. Los viajes oficiales europeos al extranjero fueron suspendidos durante la pandemia de COVID-19 y Daly y Wallace se les prohibió realizar misiones electorales hasta finales de 2021; se les advirtió que cualquier otra acción de este tipo podría suponer su expulsión del Parlamento Europeo hasta el final de sus mandatos en 2024. Aunque los eurodiputados pueden realizar viajes personales al extranjero, Daly y Wallace no mencionaron en sus tuits que estaban actuando a título extraoficial.